# Molpehällorna
Molpehällorna eller bara Molpe är en ö i Finland. Den ligger i Norra kvarken och i kommunen Korsnäs i den ekonomiska regionen  Vasa i landskapet Österbotten, i den västra delen av landet. Ön ligger omkring 36 kilometer sydväst om Vasa och omkring 370 kilometer nordväst om Helsingfors.
Öns area är 86,6 hektar och dess största längd är 2,4 kilometer i nord-sydlig riktning.
Molpehällorna består av flera sammanväxta ödelar. Dessa är (från norr till söder) Norrihällorna, Mittihällorna, Sockhällorna, Gammelhuslandet och Söderhällorna. Molpehällorna tillhör liksom Molpegrunden byn Molpe på fastlandet. Hela ön är naturreservat utom tomten och bebyggelsen på Söderhällorna. Storbådan, Gråsjälsgrynnan, Norrgrynnan och Gull i nordväst tillhör samma naturreservat. I norr ligger Molpegrunden och i öster Rönngrunden och Bredskäret. I söder och väster är havet öppet mot Bottenhavet.
Inlandsklimat råder i trakten. Årsmedeltemperaturen i trakten är 3 °C. Den varmaste månaden är augusti, då medeltemperaturen är 16 °C, och den kallaste är januari, med −10 °C.